# مذبحة الكلية الفنية العسكرية
مذبحة الكلية الفنية العسكرية هي المذبحة التي نفذت من قبل التيار الإسلامى( جماعة الاخوان المسلمين) كأولى محاولاته للانقلاب العسكرى ضد السادات وأسفرت عن مقتل 17 وإصابة 65، ووقعت في يوم 18 إبريل 1974 بعدما اقتحم عدد كبير ممن أقنعوا أنفسهم بأنهم يعلون كلمة الله، مستودع الكلية الفنية العسكرية، واستولوا على أسلحة بقيادة د. صالح سرية، الفلسطيني الأصل، الذي صدر حكم بالإعدام ضده فيما بعد. وكان هدفهم قتل الرئيس أنور السادات من أجل إعلان ولادة جمهورية مصر الإسلامية، لكن هذه المحاولة فشلت، وعرفت فيما بعد تلك الخلية الإرهابية باسم تنظيم الفنية العسكرية.